# Presbytis comata
Il presbite grigio di Giava (Presbytis comata (Desmarest, 1822); syn.: P. aygula) è una specie di primate della tribù dei Presbytini. Ne esistono due sottospecie, Presbytis c. comata e P. c. fredericae, a cui talvolta viene attribuito il rango di specie a sé. P. c. fredericae si incontra sull'altopiano di Dieng e sulle pendici dei vulcani Slamet e Cupu; P. c. comata vive nella parte occidentale di Giava, dal parco nazionale di Ujung Kulon, sulla punta sud-occidentale dell'isola, allo stratovulcano Lawu.

## Descrizione
Il presbite grigio di Giava, come tutti i presbiti, è una scimmia relativamente piccola e snella con una coda molto lunga. Il suo peso medio è di circa 6,5 chilogrammi. La faccia è ampia, con una ciocca di peli sulla parte superiore della testa. Le sottospecie differiscono per il colore del mantello: P. c. comata ha il dorso e la parte esterna degli arti grigi, il ventre e la parte interna degli arti biancastri e la «chioma» nera. P. c. fredericae è più scuro. In questa sottospecie il dorso è nero, la gola e il petto sono di colore grigio chiaro e il ventre e l'interno degli arti sono bianchi.

## Distribuzione e habitat
Il presbite grigio di Giava è presente solo sull'isola di Giava: P. c. comata abita la parte occidentale e P. c. fredericae la parte centrale dell'isola. Il suo habitat sono le foreste, sia di pianura che di montagna, fino a oltre 2000 metri sul livello del mare. Può vivere sia nelle foreste primarie che in quelle secondarie.

## Biologia
Come tutte le scimmie del Vecchio Mondo, i presbiti grigi di Giava sono diurni. Rimangono quasi sempre sugli alberi, dove si muovono arrampicandosi e saltando abilmente. Questi primati vivono in gruppi di 3-20 individui composti da un maschio, da diverse femmine e dalla loro prole. Mentre si muovono, mangiano e dormono, i membri del gruppo rimangono vicini, ma a volte i gruppi si dividono per un breve periodo. Sono animali territoriali. Sebbene le aree di foraggiamento dei singoli gruppi si sovrappongano, si comportano in modo aggressivo nei confronti dei gruppi estranei.
Sono vegetariani che si nutrono principalmente di foglie giovani. Mangiano anche frutta, fiori, foglie mature e funghi. Il loro stomaco multicamerato li aiuta a digerire meglio il cibo.

## Tassonomia
Come è già stato detto, vengono riconosciute due sottospecie:
- P. c. comata (Desmarest, 1822);
- P. c. fredericae (Sody, 1930).

## Conservazione
La loro terra di origine, Giava, è densamente popolata dagli esseri umani, motivo per cui il loro areale si è notevolmente ridotto e frammentato. La principale minaccia è costituita dalla distruzione dell'habitat. Secondo una stima del 1999 la popolazione totale sarebbe inferiore alle 2500 unità. La IUCN classifica P. comata come «specie in pericolo» (Endangered).